# Cervus canadensis
Il wapiti (Cervus canadensis Erxleben, 1777) è un mammifero della famiglia dei Cervidi (Cervidae) originario dell'America del Nord e delle regioni centrali e orientali dell'Asia.

## Etimologia
Nel XVII secolo l'alce (Alces alces), chiamato elk nelle isole britanniche, era ormai scomparso da tempo da queste isole e il significato della parola elk per gli anglofoni era divenuto piuttosto vago, andando a indicare più o meno qualcosa di simile a un «grosso cervo». Gli anglofoni che arrivarono in America del Nord durante la colonizzazione europea delle Americhe non avevano più alcuna familiarità con gli alci di entrambi i lati dell'Atlantico, ma conoscevano benissimo il più piccolo cervo nobile (Cervus elaphus) delle isole britanniche, motivo per cui ritennero che il più grosso C. canadensis dell'America del Nord somigliasse di più all'ancor più grande alce e lo chiamarono così elk.
Il nome wapiti deriva dalla parola shawnee e cree waapiti (in alfabeto cree: ᐙᐱᑎ o ᐚᐱᑎ), che significa «sedere bianco». In alcuni casi le sottospecie asiatiche vengono chiamate anche maral, come nel caso del maral dell'Altai (Cervus canadensis sibiricus), ma questo nome si applica più correttamente al cervo del Caucaso (Cervus elaphus maral), una sottospecie del cervo nobile.
Secondo l'Oxford English Dictionary, l'etimologia della parola elk ha «una storia oscura». Nell'antichità classica, l'alce europeo era conosciuto con i nomi greco ἄλκη (álkē) e latino alces, parole probabilmente mutuate da una lingua germanica o da un'altra lingua nordeuropea. Nell'VIII secolo, nell'alto Medioevo, l'alce veniva chiamato in inglese antico elch, elh o eolh, dal proto-germanico *elho- o *elhon-, forse correlato con il norreno elgr. Successivamente, la specie divenne nota in inglese medio come elk, elcke o elke, che appare nella forma latinizzata alke, con l'ortografia alce presa in prestito direttamente dal latino alces. Sottolineando che elk «non è la normale forma fonetica» dell'inglese antico elch, l'Oxford English Dictionary fa derivare elk dall'alto-tedesco medio elch, a sua volta derivato dall'alto-tedesco antico elaho.
Tuttavia, in altri casi il wapiti venne riconosciuto correttamente come parente del cervo nobile europeo (Cervus elaphus) e pertanto ci si riferiva ad esso con il nome red deer con cui viene chiamato quest'ultimo. Richard Hakluyt, nel suo Discourse Concerning Western Planting del 1584, fece menzione dell'abbondanza di cervi nobili del continente (in inglese moderno antico greate store of ... redd dere). Allo stesso modo, in A Description of New England (1616) John Smith parlò di cervi nobili. Anche nella sua traduzione inglese (1672) delle Discoveries di John Lederer, William Talbot indicò questi animali come Red Deer, pur notando tra parentesi che «per la loro insolita grandezza venivano impropriamente definiti Elks dalle persone ignoranti». Sia Thomas Jefferson (Notes on the State of Virginia, 1785) che David Bailie Warden (Statistical, Political, and Historical Account of the United States, 1816) indicarono il wapiti come red deer.

## Tassonomia

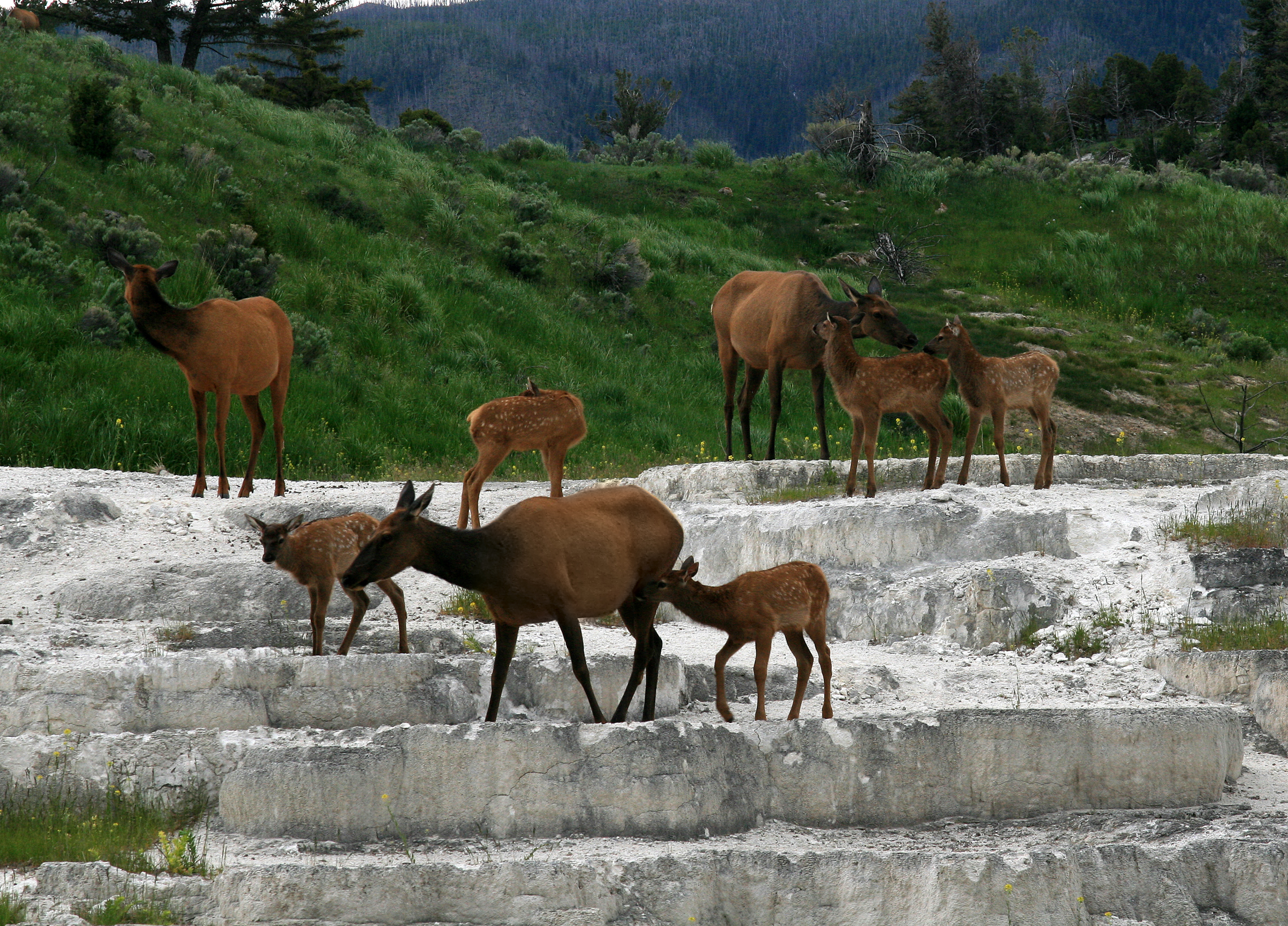
Alcuni wapiti attraversano una parete rocciosa nelle Mammoth Hot Springs (parco nazionale di Yellowstone).

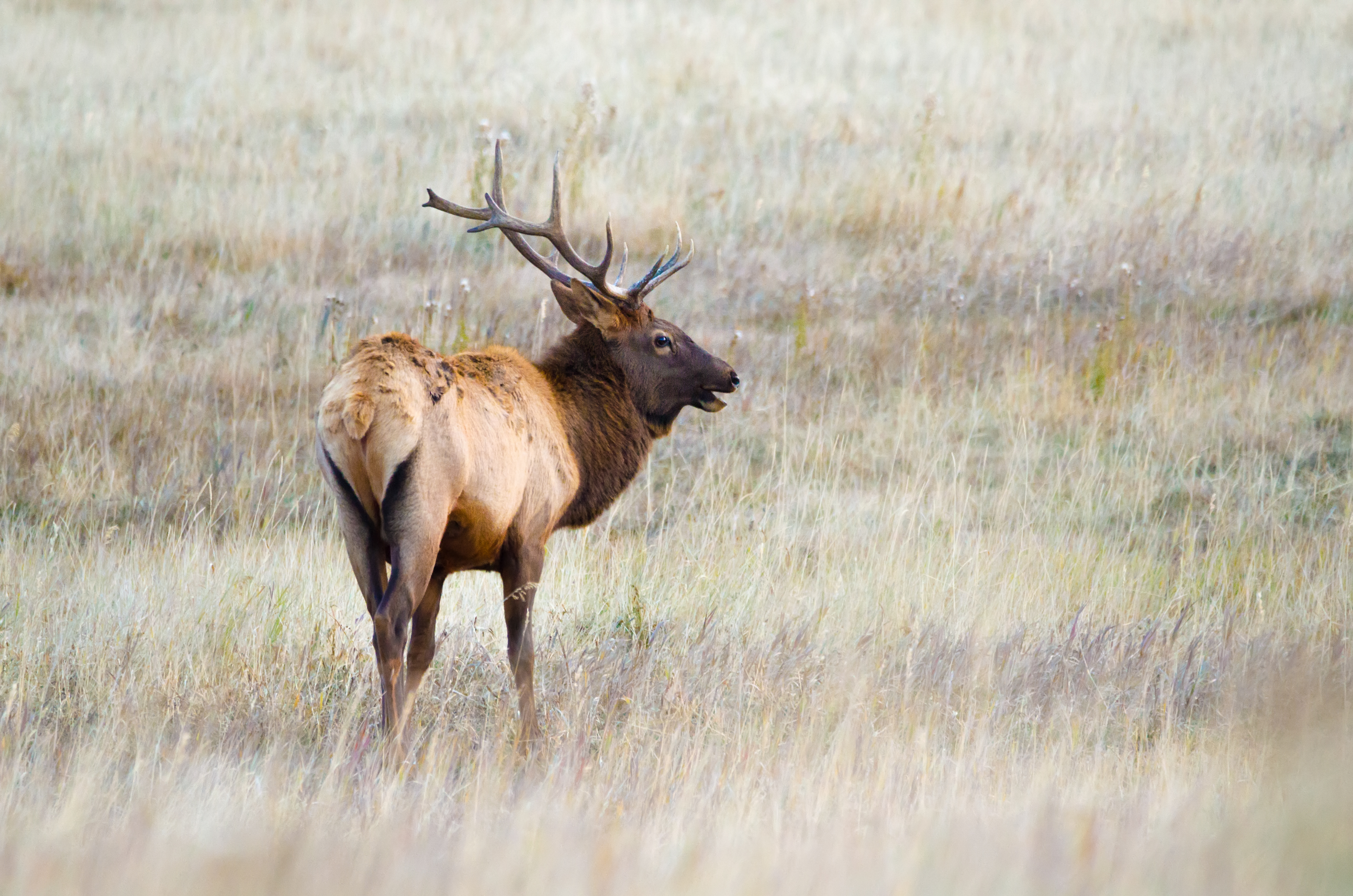
Un maschio alla fine dell'autunno (parco nazionale di Banff, in Canada).

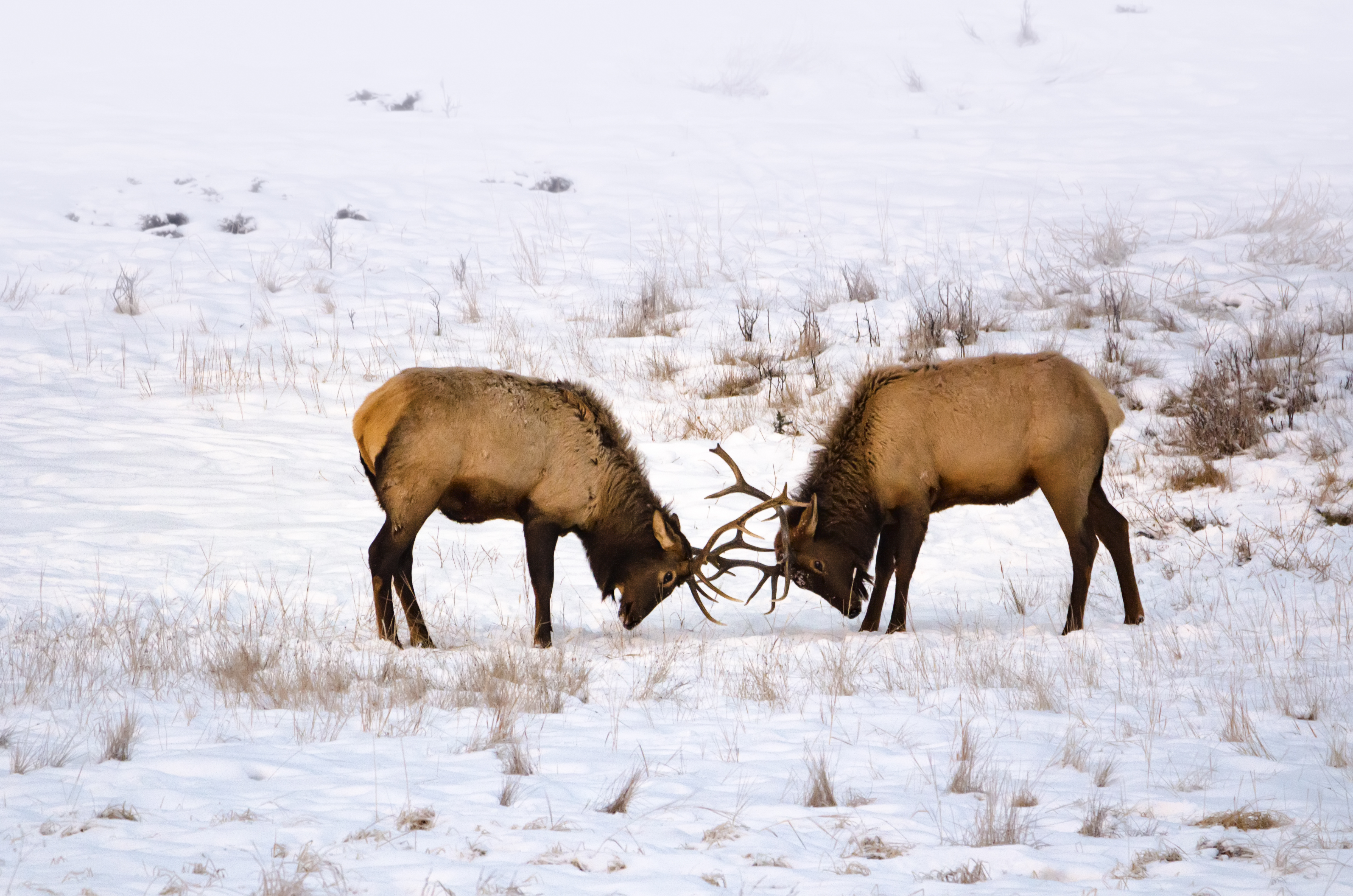
Combattimento tra due maschi nel parco nazionale di Banff, in Canada.

I membri del genere Cervus (e pertanto i più antichi parenti o possibili antenati del wapiti) compaiono per la prima volta nella documentazione fossile in Eurasia 25 milioni di anni fa, durante l'Oligocene, ma in quella nordamericana solamente a partire dal Miocene inferiore. L'estinto alce irlandese (Megaloceros) non era un membro del genere Cervus, bensì il più grande rappresentante conosciuto della famiglia dei Cervidi (Cervidae).
Fino a poco tempo fa, il cervo nobile e il wapiti venivano raggruppati in una stessa specie, Cervus elaphus, con un gran numero di sottospecie. Tuttavia, gli studi sul DNA mitocondriale condotti nel 2004 su centinaia di campioni provenienti da varie sottospecie di cervo nobile e wapiti, nonché da altre specie del genere Cervus, mostrano chiaramente che il wapiti costituisce una specie distinta, vale a dire Cervus canadensis. Le analisi del DNA hanno confermato che il wapiti è più strettamente imparentato con il cervo a labbra bianche e persino con il sika di quanto non lo sia con il cervo nobile.
Wapiti e cervi nobili danno vita a prole fertile in cattività e le due specie si sono incrociate liberamente nel parco nazionale del Fiordland in Nuova Zelanda. Gli esemplari incrociati hanno provocato la quasi totale scomparsa di sangue puro tra i wapiti della zona. Per quanto riguarda le differenze morfologiche, C. canadensis si distingue da C. elaphus per le maggiori dimensioni della zona chiara sul posteriore e i palchi di colore più chiaro.

### Sottospecie
Sono state descritte numerose sottospecie di wapiti, tre in America del Nord e cinque in Asia, ma alcuni tassonomisti le considerano semplici ecotipi o razze di un'unica specie (adattatesi agli ambienti locali attraverso piccoli cambiamenti nell'aspetto e nel comportamento). Le varie popolazioni differiscono tra loro nella forma e nella dimensione dei palchi, nelle dimensioni corporee, nella colorazione e nel comportamento riproduttivo. Gli studi sul DNA delle sottospecie asiatiche hanno rivelato che le variazioni fenotipiche per quanto riguarda lo sviluppo di palchi, criniera e macchia sul posteriore si basano su «fattori comportamentali correlati al clima». Le tre sottospecie presenti in America del Nord sono il wapiti del Canada (C. c. canadensis), il wapiti di Roosevelt (C. c. roosevelti) e il wapiti del tule (C. c. nannodes). Le popolazioni diffuse nella parte orientale e sud-occidentale del continente, che in alcuni casi venivano considerate due sottospecie a sé, sono scomparse da più di un secolo.
Tra le cinque sottospecie presenti in Asia, la più diffusa è il cervo dell'Altai (C. c. sibiricus). Altre due sottospecie presenti in Cina, Mongolia, penisola coreana e Siberia sono l'isubra (C. c. xanthopygus) e il wapiti dell'Alashan (C. c. alashanicus). L'isubra, originario della Manciuria, presenta una colorazione più scura e rossastra di quella delle altre popolazioni. Il wapiti dell'Alashan, della Cina centro-settentrionale, è la sottospecie più piccola e quella meno conosciuta.
In passato veniva ritenuto valido un numero maggiore di sottospecie, ma le recenti analisi genetiche indicano che tutte le forme americane, a eccezione del wapiti di Roosevelt e di quello del tule, appartengono a un'unica sottospecie (C. c. canadensis). Anche il cervo dell'Altai (C. c. sibiricus) è più o meno identico alla forma americana e potrebbe pertanto essere anch'esso incluso in questa sottospecie. Al contrario, l'isubra (C. c. xanthopygus) è chiaramente distinguibile dal cervo dell'Altai, ma non dal wapiti dell'Alashan. Anche le sottospecie cinesi (il cervo di Szechwan e il cervo del Tibet) sono risultate essere dei wapiti, e non sono risultate distinguibili tra loro dagli studi sul DNA mitocondriale. Queste due sottospecie vengono talvolta inserite in un'altra specie, il cervo dell'Asia centrale (Cervus hanglu), cui appartiene, tra gli altri l'hangul o cervo del Kashmir.
- Sottospecie nordamericane
  - C. c. canadensis Erxleben, 1777 - wapiti del Canada
  - C. c. nannodes Merriam, 1905 - wapiti del tule
  - C. c. roosevelti Merriam, 1897 - alce di Roosevelt

- Sottospecie asiatiche
  - C. c. alashanicus Bobrinski e Flerov, 1935 - wapiti dell'Alashan
  - C. c. macneilli Lydekker, 1909 - cervo di Szechwan
  - C. c. sibiricus Severtzov, 1873 - cervo dell'Altai
  - C. c. wallichii G. Cuvier, 1823 - cervo del Tibet
  - C. c. xanthopygus Milne-Edwards, 1867 - isubra

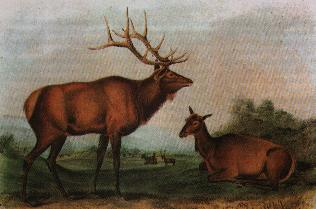
Wapiti del Canada
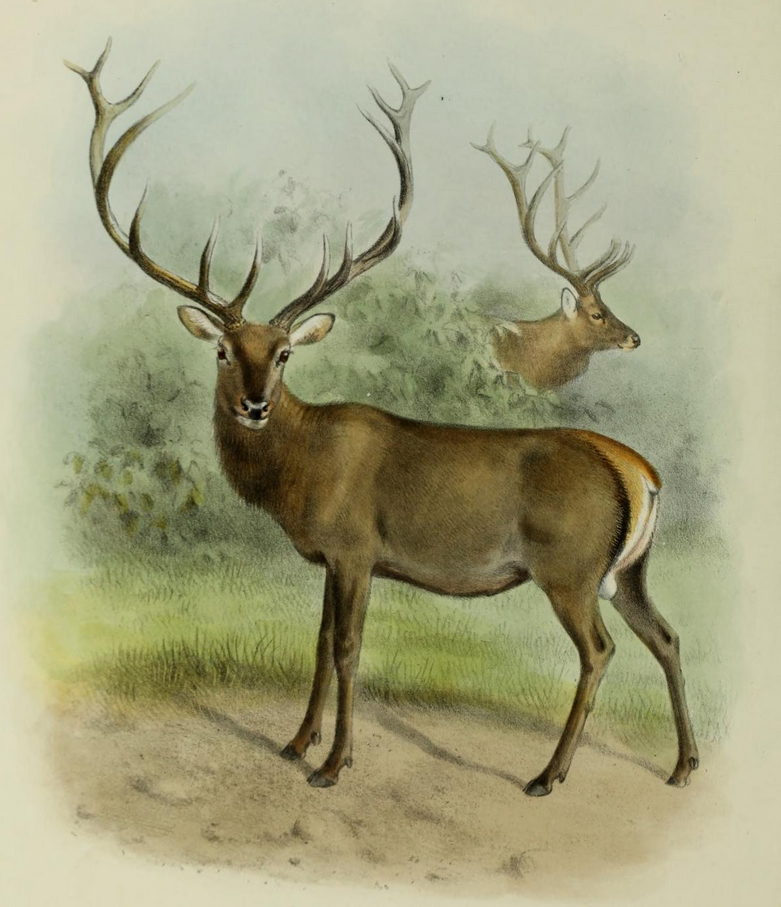
Cervo dell'Altai
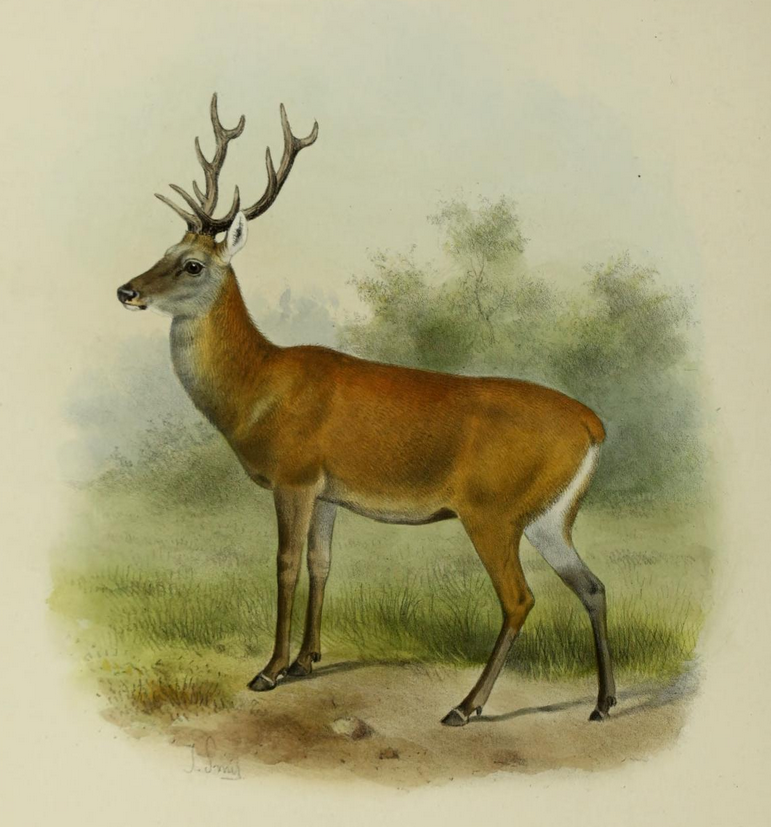
Isubra
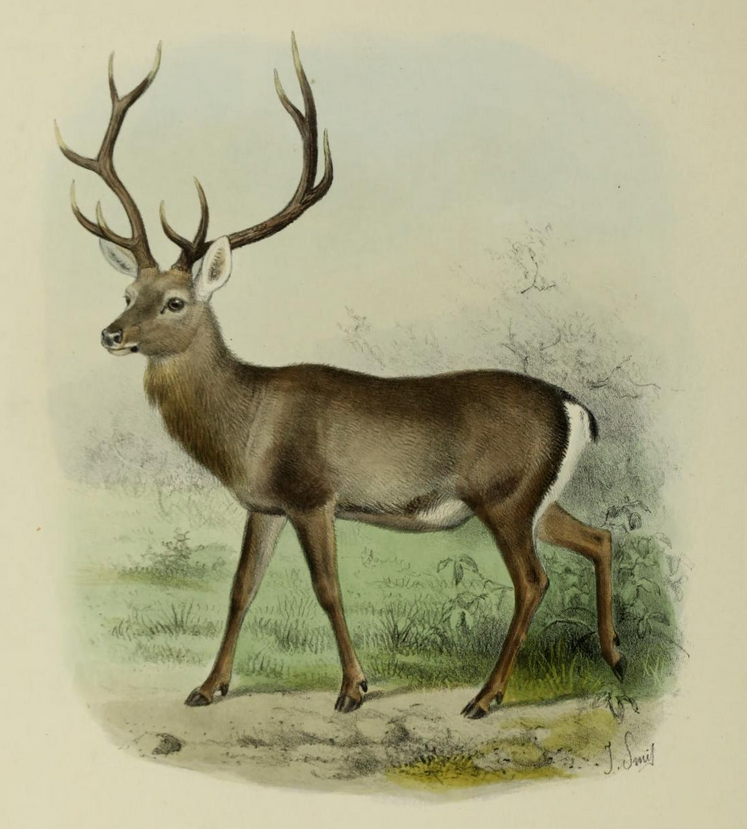
Hangul

## Descrizione

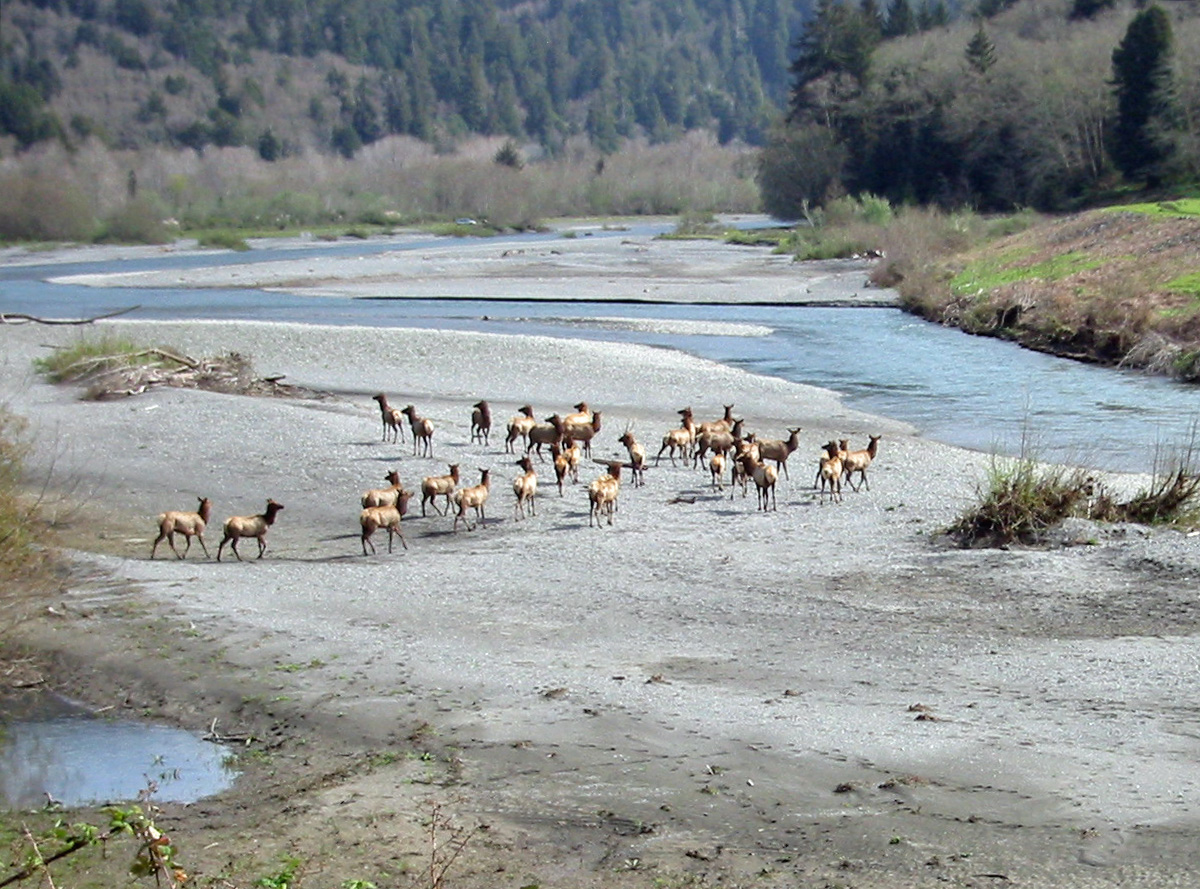
Una mandria di wapiti di Roosevelt.

Il wapiti ha una corporatura robusta, delle zampe sottili e una coda breve. Misura 0,75-1,5 m di altezza al garrese e 1,6-2,7 m di lunghezza testa-tronco. I maschi sono notevolmente più grandi delle femmine: pesano 178–497 kg contro i 171–292 kg delle seconde. La sottospecie di maggiori dimensioni è il wapiti di Roosevelt (C. c. roosevelti), diffuso a ovest della Catena delle Cascate negli stati USA di California, Oregon e Washington e nella provincia canadese della Columbia Britannica. Esemplari di questa sottospecie sono stati introdotti anche in Alaska, dove si stima che i maschi più grandi possano raggiungere i 600 kg. Più comunemente, i maschi di wapiti di Roosevelt pesano 318–499 kg e le femmine 261–283 kg. I maschi di wapiti del tule pesano 204–318 kg e le femmine 170–191 kg. I maschi adulti di wapiti del Canada pesano 288–478 kg, mentre le femmine si aggirano intorno ai 275 kg. Il wapiti è il secondo cervide più grande esistente dopo l'alce.
I palchi sono fatti di osso e possono crescere ad una velocità di 2,5 cm al giorno. Durante la loro crescita li copre e protegge uno strato morbido di pelle altamente vascolarizzata, noto come velluto, che si squama gradatamente in estate quando si sono completamente sviluppati. I maschi hanno generalmente sei punte su ogni palco. I wapiti siberiani e nordamericani sono quelli dotati dei palchi più grandi, mentre il cervo dell'Altai è quello dai palchi più piccoli. I palchi dei maschi di wapiti di Roosevelt possono pesare fino a 18 kg. La formazione e la conservazione dei palchi sono guidate dal testosterone. Alla fine dell'inverno e all'inizio della primavera il livello di testosterone diminuisce e i palchi cadono.

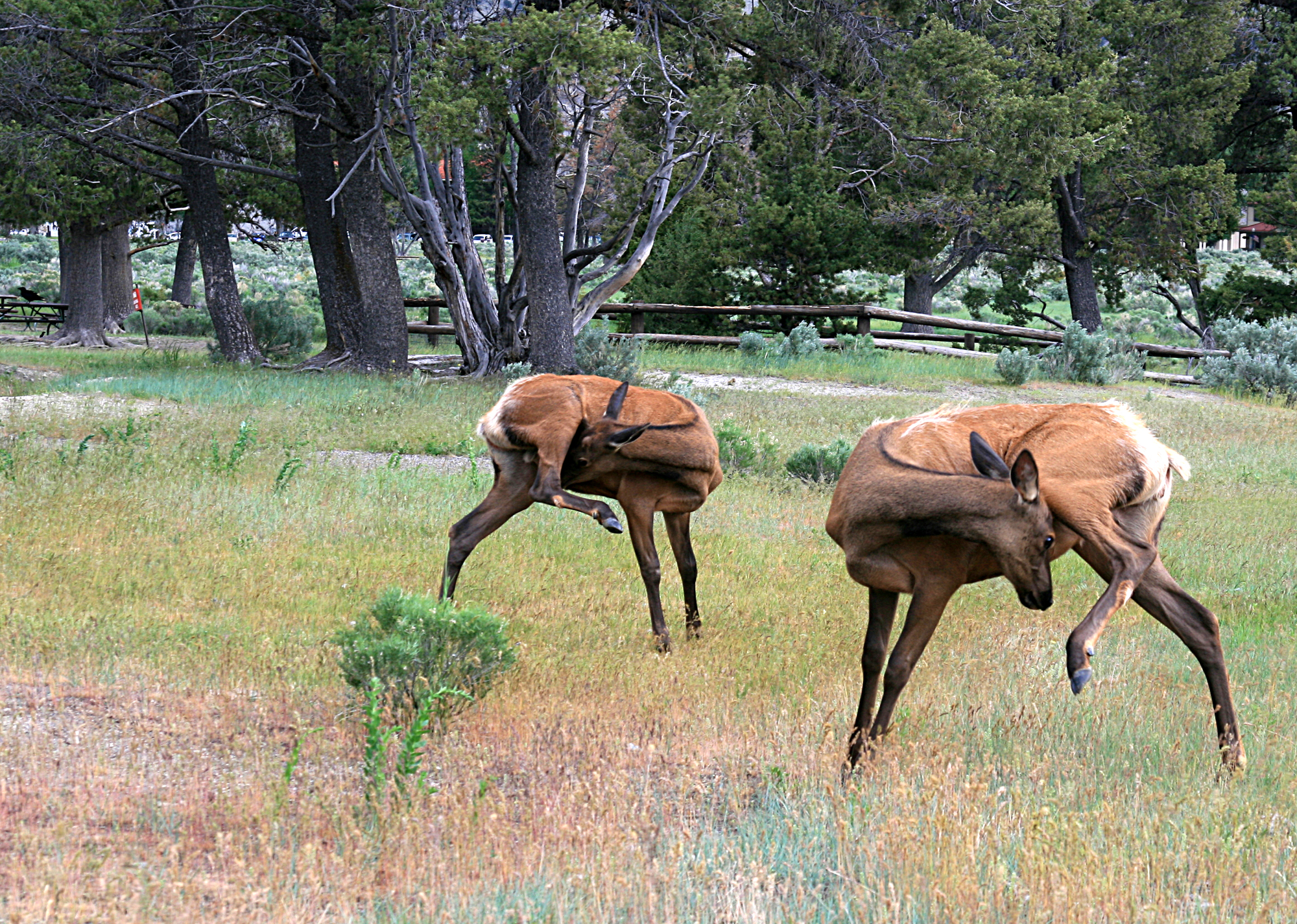
Un wapiti del Canada.

Durante l'autunno, i wapiti sviluppano uno strato più fitto di peli, che li aiuta a isolarli durante l'inverno. Sia i maschi che le femmine delle sottospecie nordamericane sviluppano una sorta di criniera sul collo, assente nelle femmine delle altre forme. All'inizio dell'estate, il pesante mantello invernale è già completamente caduto: per rimuovere lo strato di peli più lunghi, i wapiti si sfregano contro alberi e altre cose. Tutti i wapiti presentano una chiazza piccola ma ben definita sul posteriore, al centro della quale si trova la breve coda. La colorazione varia in base alla stagione e al tipo di habitat: è grigia o comunque più chiara in inverno e più rossastra e scura in estate. Le sottospecie che vivono in climi aridi tendono ad avere un mantello di colore più chiaro rispetto a quelle che vivono nelle foreste. La maggior parte dei wapiti ha un manto di colore variabile dal bruno-giallastro chiaro al bruno-arancio, che in estate contrasta fortemente con il colore marrone scuro di testa, collo e zampe. L'isubra e il wapiti dell'Alashan, forme adattatesi a vivere nella foresta, hanno un manto rosso o bruno-rossastro con un contrasto meno evidente tra il colore del tronco e quello delle altre parti del corpo durante i mesi estivi. Alla nascita i piccoli sono coperti di macchie, come quelli di molte altre specie di cervi, ma perdono la livrea infantile prima della fine dell'estate. Il manto estivo degli isubra adulti può conservare qualche macchia arancione sul dorso, fino a quando non diventano anziani. Questa caratteristica è stata osservata anche nei cervi nobili europei adattatisi a vivere nella foresta.

## Biologia

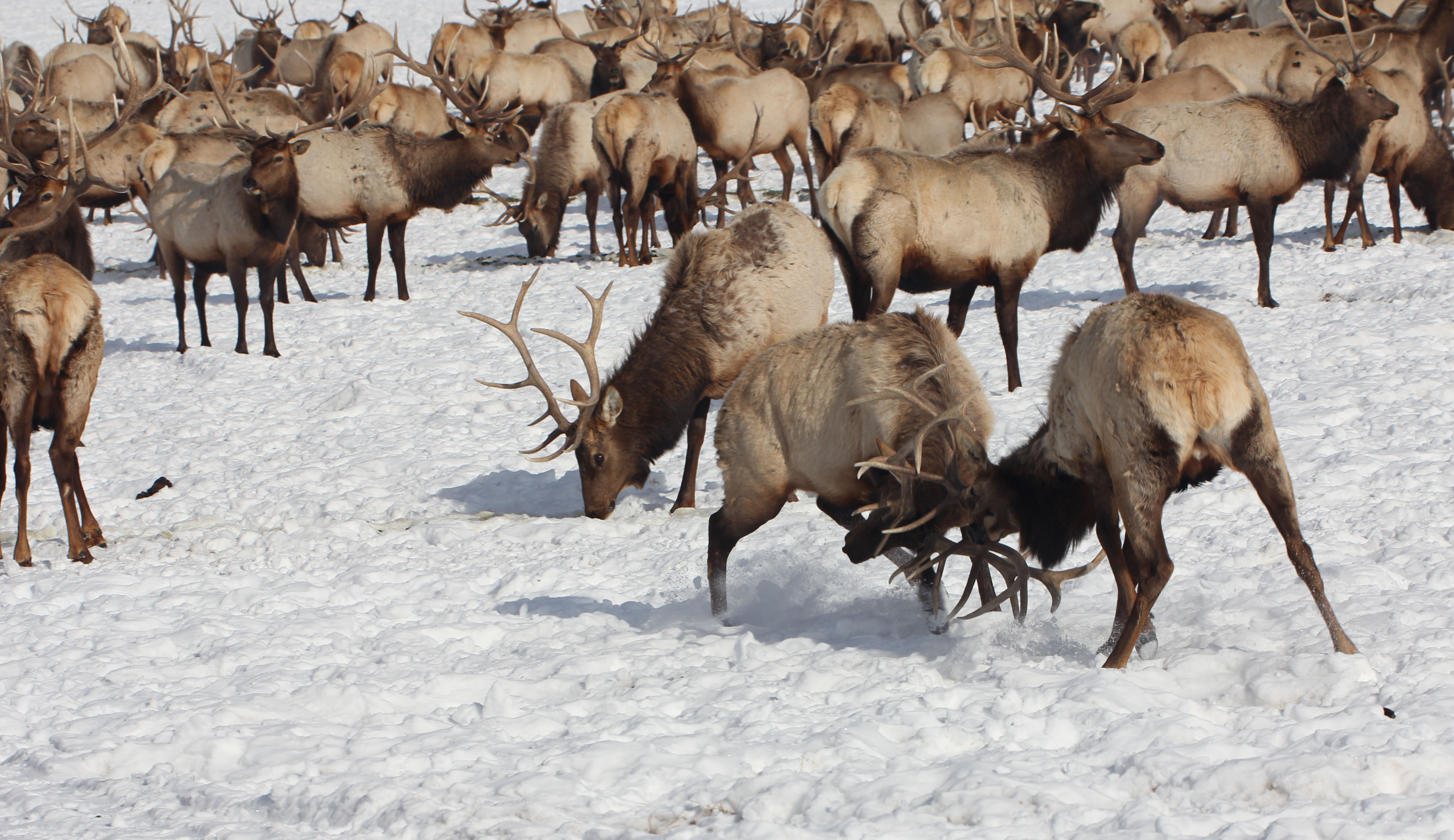
Combattimento tra maschi.

I wapiti sono tra le specie di cervi più gregarie. Durante l'estate le mandrie possono raggiungere i 400 individui. Per la maggior parte dell'anno, maschi e femmine vivono segregati in mandrie diverse; le mandrie di femmine sono più numerose, mentre i maschi formano piccoli gruppi o conducono un'esistenza solitaria. I giovani maschi possono associarsi a maschi più anziani o ai gruppi di femmine. I gruppi di maschi e di femmine si uniscono durante la stagione degli amori, che può iniziare a fine agosto. I maschi cercano di intimidire i rivali emettendo vocalizzi e mettendo in mostra i palchi. Se nessuno dei due si tira indietro, ingaggiano lotte a colpi di corna, riportando a volte gravi ferite.
Il richiamo dei maschi è una vocalizzazione forte e acuta, simile a un fischio, nota come «bramito», e grazie ad esso un wapiti può manifestare ai consimili la propria forza fisica da grandi distanze. Stranamente, per essere prodotto da un animale di grosse dimensioni, il bramito può raggiungere una frequenza di 4000 Hz. Per emetterlo, l'animale soffia aria dalla glottide attraverso le cavità nasali. Tuttavia può produrre anche suoni più profondi (150 Hz) usando la laringe. Le femmine emettono un latrato di allarme per avvisare gli altri membri della mandria del pericolo, mentre i piccoli emettono un grido acuto quando vengono attaccati.

### Riproduzione
Le femmine di wapiti hanno un ciclo estrale molto breve, di appena uno o due giorni, e gli accoppiamenti di solito comportano una decina o più di tentativi. Entro l'autunno del loro secondo anno di vita, le femmine possono avere già partorito una o, più raramente, due volte. La riproduzione è più comune quando le femmine pesano almeno 200 chilogrammi. Durante il periodo degli amori, che va da agosto all'inizio dell'inverno, i maschi dominanti seguono i gruppi di femmine. Ognuno di essi difenderà il proprio harem di 20 o più femmine dai maschi competitori e dai predatori. I maschi scavano anche delle depressioni nel terreno, in cui urinano e si rotolano. L'uretra del maschio punta verso l'alto, pertanto l'urina viene spruzzata quasi ad angolo retto rispetto al pene: essa penetra in profondità tra i peli e conferisce loro un odore caratteristico che attira le femmine.

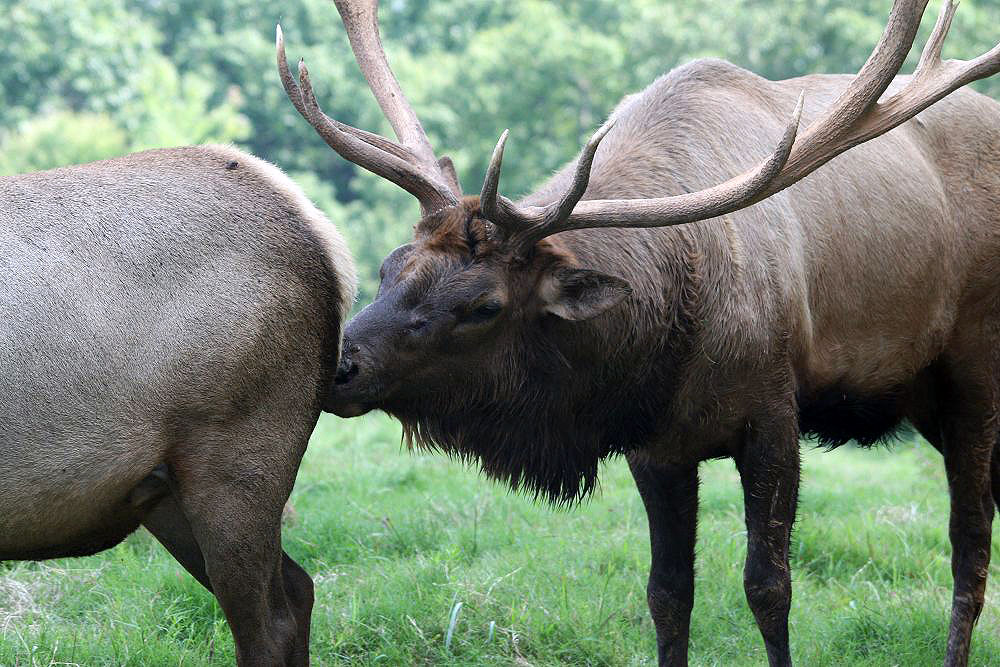
Un maschio che esamina una femmina.

Il maschio interagisce con le femmine del suo harem in due modi: radunandole e corteggiandole. Quando una di esse si allontana troppo dall'harem, il maschio si precipita davanti a lei, bloccandole la strada, e la riporta di corsa nel gruppo. Tale comportamento è accompagnato da una tipica postura, con il collo disteso e abbassato e le corna rivolte all'indietro. In certi casi il maschio può diventare violento e colpire la femmina con le corna. Durante il corteggiamento, il maschio è più tranquillo e si avvicina alla compagna con la testa e le corna sollevate. Il maschio segnala la sua intenzione di testare la ricettività della femmina facendo schioccare la lingua. Se non è pronta, la femmina abbassa la testa e si muove da un lato all'altro aprendo e chiudendo la bocca. Il maschio, in tutta risposta, interromperà le sue avancés, per non spaventarla. Al contrario, leccherà copiosamente la compagna e poi la monterà.
I maschi più giovani e meno dominanti, dalle corna non ancora biforcate, molestano le femmine incustodite. Questi maschi sono impazienti e non eseguono alcun rituale di corteggiamento, ma continuano a inseguire una femmina anche quando lei fa segno di fermarsi. In quanto tali, hanno meno successo riproduttivo e le femmine possono restare vicine al grosso maschio dominante per evitare molestie. I maschi dominanti non tollerano i giovani adulti e li scacciano via quando si avvicinano al loro harem.

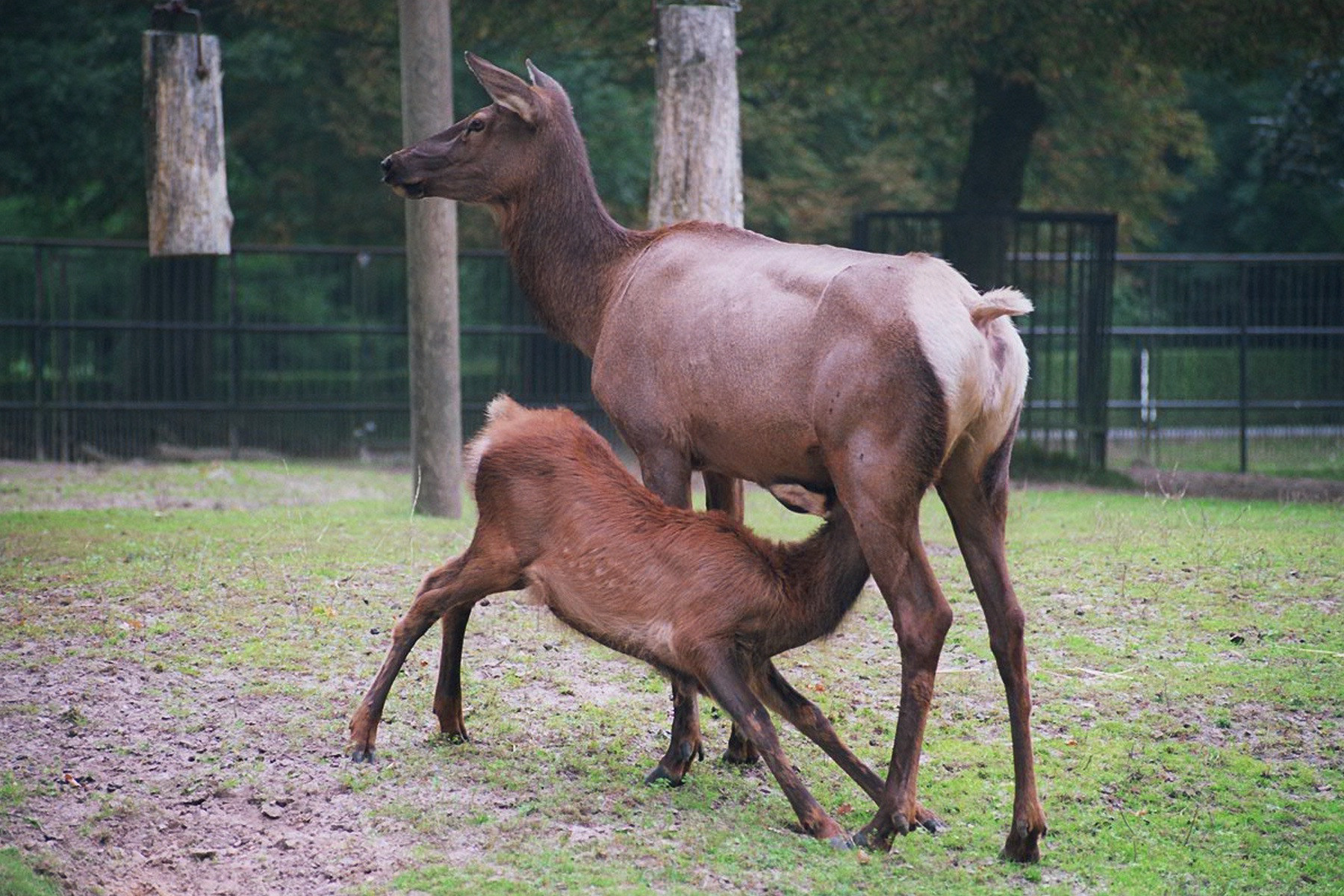
Una femmina che allatta.

Il periodo di gestazione va da 240 a 262 giorni, trascorsi i quali nasce un unico piccolo del peso di 15-16 chilogrammi. Quando la femmina è vicina al parto, tende a isolarsi dal branco principale, rimanendo isolata fino a quando il piccolo non sarà abbastanza grande da sfuggire ai predatori. I piccoli nascono con il mantello coperto da macchie, come quelli di molte altre specie di cervi, ma le macchie scompaiono entro la fine dell'estate. Dopo due settimane, i piccoli sono in grado di unirsi alla mandria e sono completamente svezzati a due mesi di età. Quando hanno sei mesi, i piccoli di wapiti sono grandi quanto un cervo della Virginia adulto. I wapiti lasciano il luogo in cui sono nati prima dei tre anni: i maschi si disperdono più spesso delle femmine, in quanto le femmine adulte sono più tolleranti nei confronti della prole femminile degli anni precedenti. I wapiti possono vivere 20 anni o più in cattività, ma in natura hanno una vita media di 10-13 anni. Presso alcune sottospecie meno soggette a predazione la vita media in natura può essere di 15 anni.

### Migrazioni

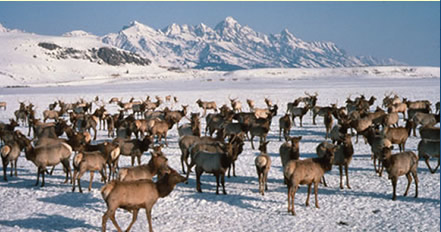
I wapiti trascorrono l'inverno a Jackson Hole, in Wyoming, dopo essere migrati qui in autunno.

Come molte altre specie di cervi, specie quelle che abitano nelle regioni montuose, i wapiti migrano verso quote più elevate in primavera, seguendo il ritiro delle nevi, e in direzione opposta in autunno. La pressione venatoria influisce sulle migrazioni e gli spostamenti. Durante l'inverno prediligono le zone boschive, dove vi è una maggiore disponibilità di cibo da mangiare; non sembrano trarre beneficio dalla copertura termica. Nell'area del Greater Yellowstone Ecosystem vivono circa 40000 esemplari. Durante la primavera e l'autunno, prendono parte alla più grande migrazione di wapiti degli Stati Uniti continentali, spostandosi fino a 270 chilometri tra i quartieri estivi e quelli invernali. La mandria del Teton, costituita da 9000-13000 capi, trascorre gli inverni nel National Elk Refuge ed è costituita da esemplari che giungono qui dalle zone meridionali del parco nazionale di Yellowstone, a nord, e dalle foreste nazionali di Shoshone e Bridger-Teton, a est.

### Alimentazione

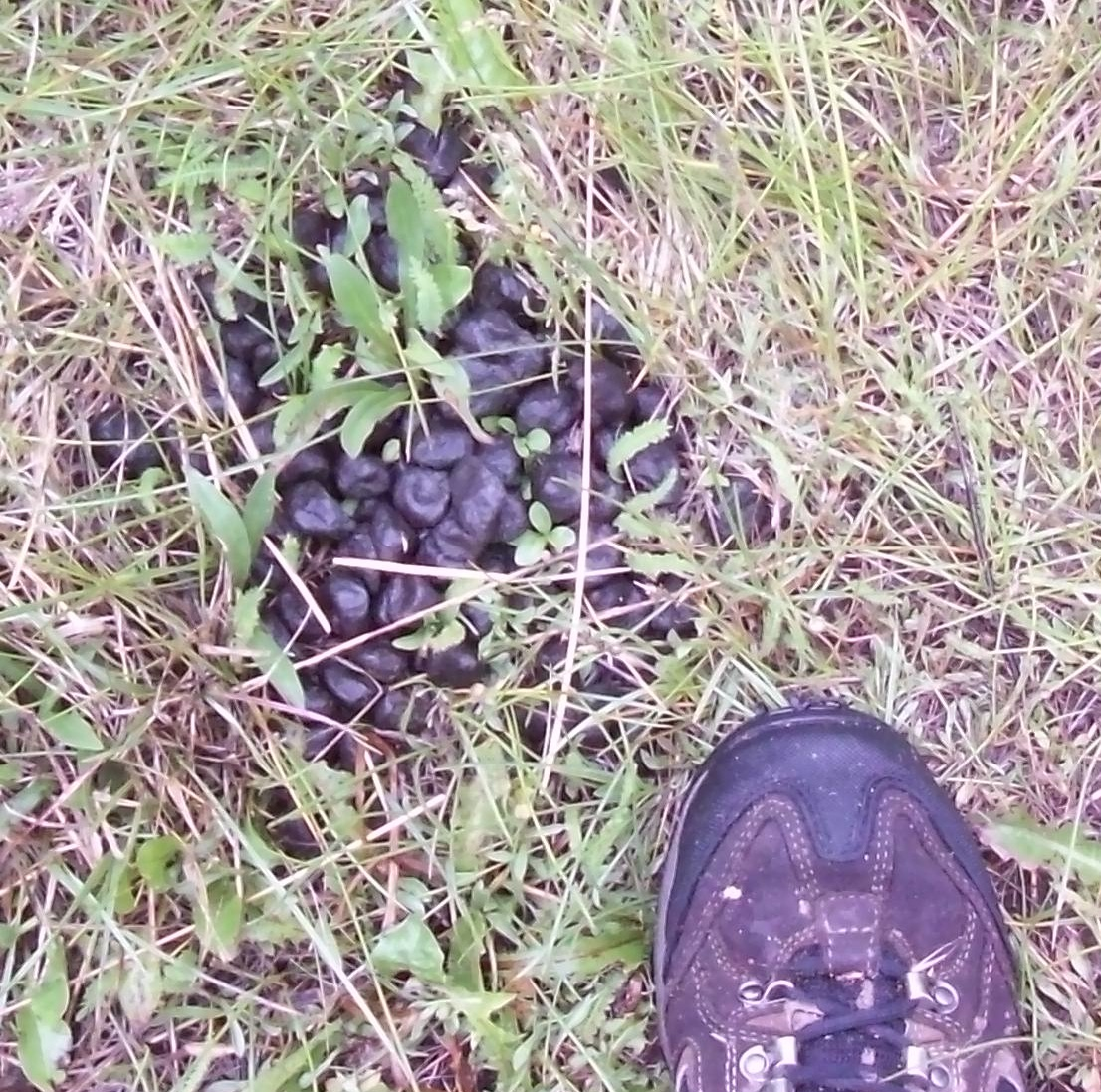
Escrementi di wapiti.

I wapiti sono ruminanti, e pertanto sono dotati di uno stomaco composto da quattro camere. A differenza del cervo della Virginia e dell'alce, che sono principalmente brucatori, i wapiti sono più simili alle vacche, in quanto sono soprattutto dei pascolatori, anche se, come altri cervi, possono anche brucare. I wapiti tendono ad alimentarsi al mattino e alla sera, per poi cercare aree riparate per digerire tra un pasto e l'altro. La loro dieta varia leggermente da una stagione all'altra: le graminacee spontanee vengono consumate in ogni periodo dell'anno, mentre la corteccia degli alberi viene consumata solo in inverno e i germogli di piante erbacee e alberi vengono mangiati in estate. Il wapiti ingerisce in media 9,1 chilogrammi di vegetazione al giorno. Particolarmente ghiotti dei germogli di pioppo tremulo che si sviluppano in primavera, i wapiti hanno avuto un certo impatto sui boschetti costituiti da questa essenza, che sono in diminuzione in alcune regioni dove i wapiti sono presenti. I ranger e i gestori della fauna selvatica conducono continue indagini sui mucchi di escrementi di wapiti allo scopo di monitorare le popolazioni e l'utilizzo delle risorse.

### Predatori e tattiche di difesa

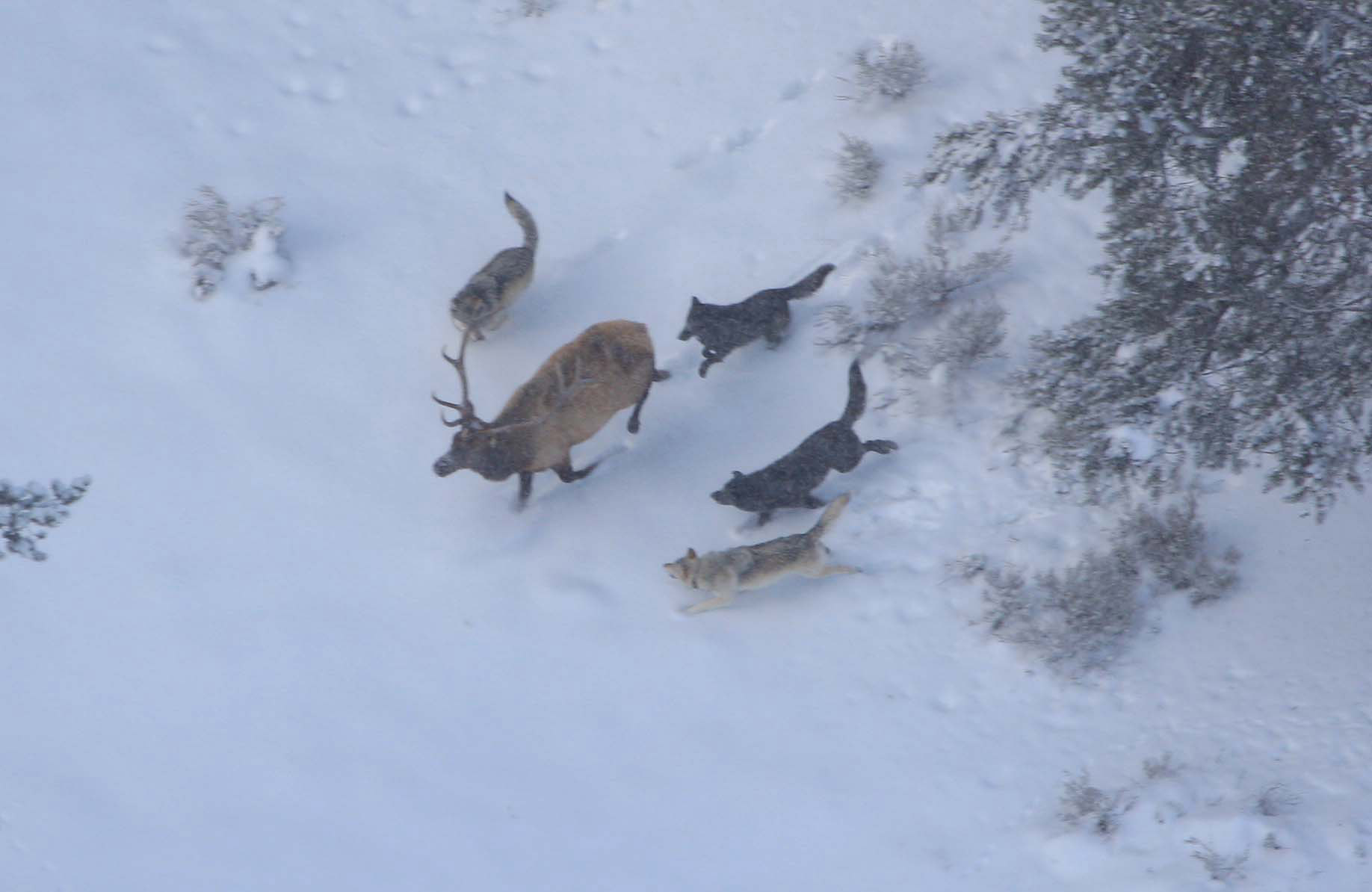
In inverno i wapiti solitari sono vulnerabili agli attacchi dei lupi.

Tra i predatori dei wapiti vi sono lupi, coyote, orsi bruni e orsi neri, sia americani che asiatici, puma e tigri siberiane. I branchi di coyote predano soprattutto i piccoli, anche se a volte possono abbattere un adulto reso debole dall'inverno o dalle malattie. Nel Greater Yellowstone Ecosystem, che comprende il parco nazionale di Yellowstone, gli orsi sono i principali predatori dei piccoli, mentre non sono mai stati segnalati casi di maschi in piena salute uccisi dagli orsi, in quanto uno scontro con essi potrebbe risultare fatale per i plantigradi. È probabile che sulla crescita della popolazione influisca di più l'uccisione delle femmine all'apice del loro sviluppo rispetto all'uccisione di maschi o piccoli.
I wapiti possono ridurre il livello di predazione cambiando le proprie abitudini alimentari da pascolatori a brucatori. L'atto del pascolare mette l'animale nella situazione compromettente di trovarsi in un'area aperta con la testa abbassata, impedendogli di vedere cosa sta succedendo nei dintorni. Anche vivere in gruppo riduce il rischio di essere predati. I grossi maschi sono meno vulnerabili e possono permettersi di condurre una vita solitaria, mentre le femmine rimangono in gruppi più grandi per proteggere i loro piccoli. I maschi sono più vulnerabili agli attacchi dei lupi alla fine dell'inverno, quando sono indeboliti da mesi di inseguimento delle femmine e di combattimenti. I maschi che hanno perso da poco le corna hanno maggiori probabilità di essere predati.

### Parassiti e malattie
Nel wapiti sono state identificate almeno 53 specie di protisti e parassiti animali. La maggior parte di questi parassiti raramente porta ad elevati livelli di mortalità, sia in natura che in cattività. Parelaphostrongylus tenuis è un nematode parassita che attacca i tessuti del midollo spinale e del cervello del wapiti e di altre specie, portando alla morte. L'ospite definitivo della specie è il cervo della Virginia, nel quale normalmente non ha effetti negativi, ma chiocciole e lumache, gli ospiti intermedi, possono essere inavvertitamente ingerite dai wapiti mentre pascolano. Anche il trematode epatico Fascioloides magna e il nematode Dictyocaulus viviparus sono parassiti comuni che possono essere letali per i wapiti. Poiché le infezioni trasmesse da questi parassiti possono essere letali anche per il bestiame, la loro presenza nelle mandrie di wapiti costituisce motivo di preoccupazione.

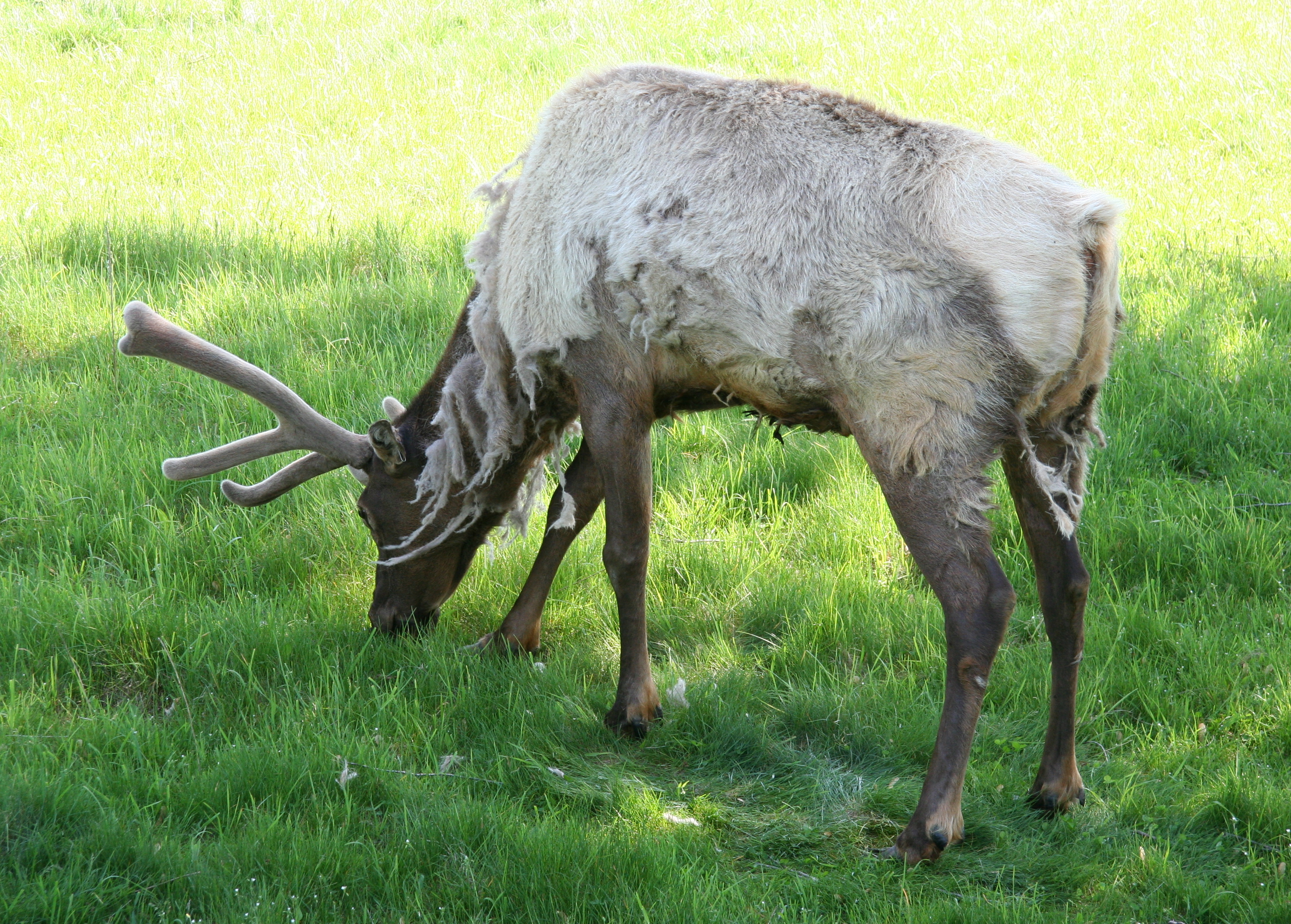
Un maschio in primavera che sta perdendo il manto invernale e ha i palchi coperti dal velluto.

La malattia del deperimento cronico, trasmessa da una proteina mal ripiegata nota come prione, colpisce il tessuto cerebrale dei wapiti ed è stata rilevata in tutto il loro areale in America del Nord. Documentata per la prima volta alla fine degli anni '60 nel cervo mulo, la malattia ha colpito i wapiti sia negli allevamenti che in natura in un certo numero di regioni. I wapiti che hanno contratto la malattia iniziano a mostrare perdita di peso, cambiamenti nel comportamento, aumento del fabbisogno di acqua, salivazione e minzione eccessiva e difficoltà a deglutire e, in una fase avanzata, la malattia può portare anche alla morte. Non sono stati documentati potenziali rischi per la salute umana, né è stato dimostrato che la malattia rappresenti una minaccia per il bestiame domestico. Nel 2002 la Corea del Sud ha vietato l'importazione di velluto di corna di wapiti per evitare che la malattia del deperimento cronico possa arrivare nel paese.
La brucellosi, malattia provocata da un batterio Gram-negativo, colpisce occasionalmente i wapiti nel Greater Yellowstone Ecosystem, l'unico luogo degli Stati Uniti in cui è ancora nota l'esistenza della malattia. Nei bovini domestici la brucellosi provoca sterilità, aborti e ridotta produzione di latte. Viene trasmessa all'uomo come febbre ondulante, producendo sintomi simil-influenzali che possono durare per anni. Sebbene i bisonti abbiano maggiori probabilità di trasmettere la malattia ad altri animali, i wapiti hanno inavvertitamente trasmesso la brucellosi ai cavalli nel Wyoming e ai bovini nell'Idaho. I ricercatori stanno tentando di eradicare la malattia attraverso vaccinazioni e misure di contenimento della malattia, che dovrebbero avere successo. Tuttavia, il progetto prosegue dal 2002 e finora non è stato ancora creato un vaccino adeguato.
Un recente studio necroscopico su esemplari in cattività in Pennsylvania ha attribuito le cause della morte in 33 casi su 65 a parassiti gastrointestinali (21 casi, principalmente Eimeria sp. e Ostertagia sp.) o infezioni batteriche (12 casi, principalmente polmonite).
La malattia degli zoccoli del wapiti venne scoperta per la prima volta nello stato di Washington alla fine degli anni '90 nel bacino del Cowlitz River, con sporadiche segnalazioni di esemplari dagli zoccoli deformati. Da allora, la malattia si è diffusa rapidamente con un aumento delle segnalazioni in tutto il sud-ovest dello stato di Washington e nell'Oregon. La malattia si presenta con zoccoli deformati, spezzati o assenti e può portare a una grave zoppìa negli esemplari colpiti. La causa scatenante non è nota, ma si ritiene sia associata a batteri del genere Treponema, che causano la dermatite digitale nel bestiame domestico. Anche la modalità di trasmissione non è conosciuta, ma sembra essere altamente contagiosa tra i wapiti. Sono tuttora in corso studi da parte dei dipartimenti governativi per determinare come eliminare la malattia o quantomeno bloccarne l'avanzata.

## Distribuzione e habitat

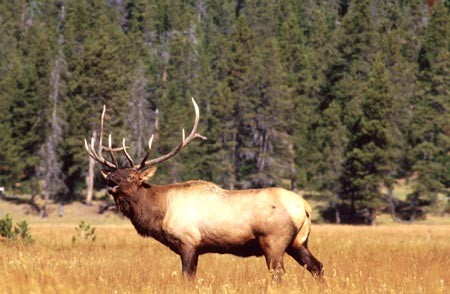
Un maschio in calore che bramisce.

Il wapiti è diffuso dall'Asia centrale fino alla Siberia e all'Asia orientale e nell'America del Nord. Può vivere in boschi aperti di latifoglie, foreste boreali, regioni montuose e praterie. L'habitat del cervo dell'Altai in Asia è simile a quello del wapiti del Canada in America del Nord. Nel Pleistocene superiore la specie occupava un areale molto più esteso, che copriva tutta l'Eurasia: i suoi resti sono stati rinvenuti ad ovest fino in Francia. Come è logico pensare, queste popolazioni erano più strettamente correlate con le attuali popolazioni asiatiche di wapiti. Il loro areale si ridusse drasticamente all'inizio dell'Olocene, forse perché si erano specializzate a vivere nei freddi habitat della steppa-tundra; quando questo ambiente venne in gran parte sostituito dalla foresta chiusa, il wapiti potrebbe essere stato soppiantato dal cervo nobile. Popolazioni relitte sopravvissero fino all'Olocene inferiore (fino a circa 3000 anni fa) nella Svezia meridionale e sulle Alpi, dove l'ambiente rimase favorevole.

### Introduzioni e reintroduzioni

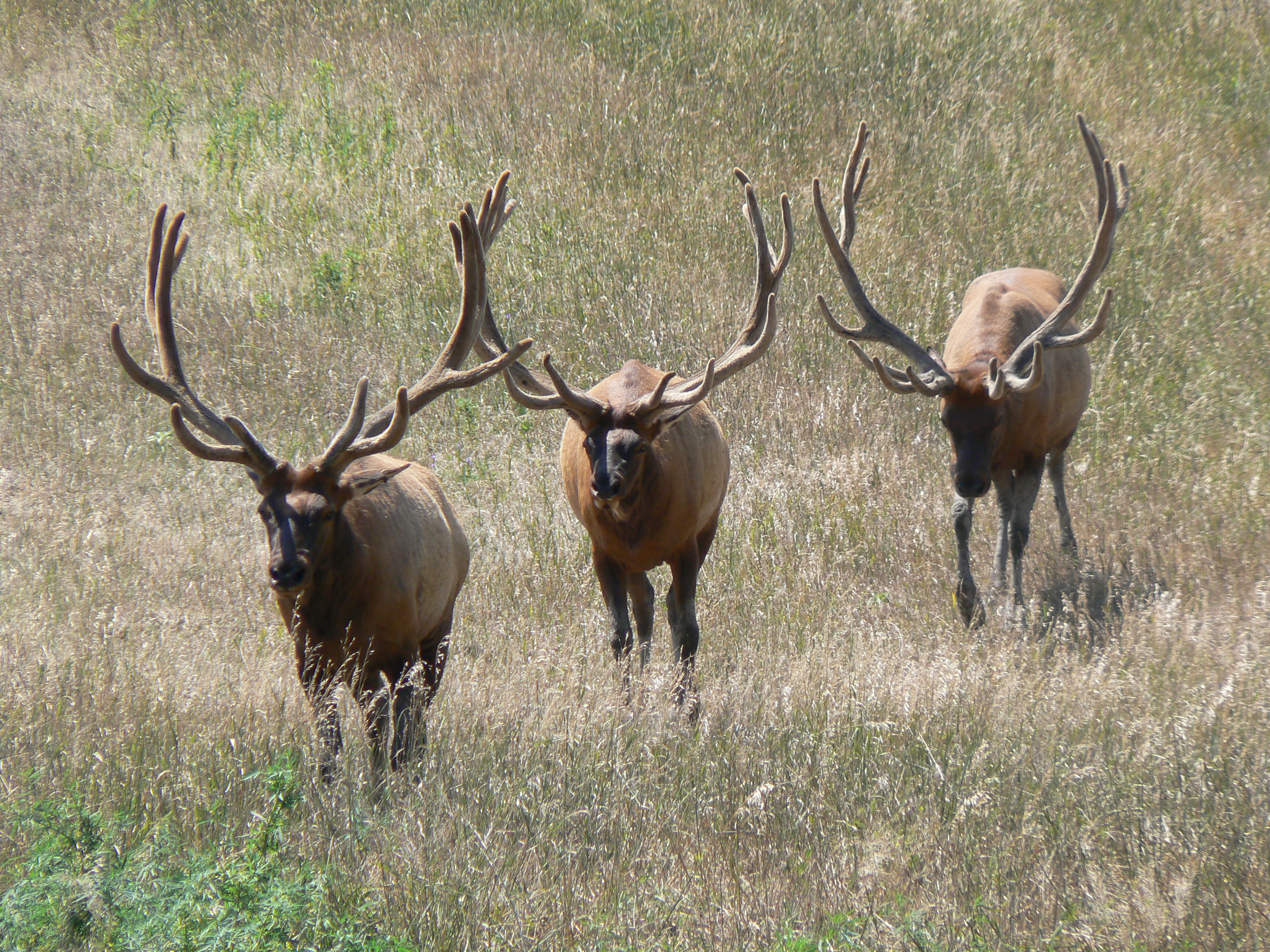
Maschi in cattività nel Nebraska. Questi wapiti, provenienti dalle Montagne Rocciose, presentano un comportamento diverso per essere cresciuti in cattività, dove la pressione selettiva è minore.

La sottospecie del Canada è stata reintrodotta dalle organizzazioni conservazioniste e venatorie nella regione degli Appalachi, negli Stati Uniti orientali, dove in passato viveva una particolare popolazione di quest'ultima, nota come wapiti orientale, talvolta considerata una sottospecie distinta. Dalla fine degli anni '90, i wapiti sono stati reintrodotti e hanno ricolonizzato gli stati del Wisconsin, Kentucky, Carolina del Nord, Tennessee, Georgia, Virginia e Virginia Occidentale. Nel 2016, un maschio, probabilmente proveniente dalla popolazione delle Smoky Mountains, è stato avvistato in Carolina del Sud, dove la specie era assente da quasi 300 anni. Dal 2015, i wapiti sono stati reintrodotti anche in numerosi altri stati, tra cui Pennsylvania e Missouri, e introdotti sulle isole di Etolin e Afognak in Alaska. I wapiti furono reintrodotti nel Michigan nel 1918, dopo essere scomparsi dallo stato nel 1875. La reintroduzione della specie nell'Ontario ebbe inizio ai primi del XX secolo e prosegue tuttora con scarso successo. Attualmente, in America del Nord vive circa un milione di wapiti: prima della colonizzazione europea del continente, si stima che ve ne fossero 10 milioni.
Il wapiti e il cervo nobile furono introdotti in Argentina all'inizio del XX secolo. Oggi lì sono considerati una specie invasiva, in quanto competono per il cibo con il locale huemul del sud e altre specie native. Questo impatto negativo sulle specie animali autoctone ha portato l'Unione internazionale per la conservazione della natura (IUCN) a classificare il wapiti come una delle 100 specie invasive più dannose al mondo.
L'introduzione dei cervi in Nuova Zelanda iniziò a metà del XIX secolo, ma attualmente la maggior parte della popolazione è costituita da cervi nobili europei, con appena il 15% di wapiti. Qui è stato registrato un elevato tasso di incrocio tra wapiti e cervo nobile. Questi cervi hanno avuto un impatto negativo sulla rigenerazione forestale di alcune specie vegetali, in quanto si nutrono soprattutto dei germogli più appetibili, che vengono pertanto rimpiazzate da quelle meno preferite dai cervi. A lungo termine questo porterà all'alterazione delle specie di piante e alberi della regione, con conseguenze sulle altre specie animali e vegetali che dipendono da esse. Come in Cile e Argentina, la IUCN ha dichiarato le popolazioni di cervo nobile e wapiti della Nuova Zelanda specie invasive.

### Popolazione stimata per stato USA
| Stato                | Popolazione di wapiti stimata |
| -------------------- | ----------------------------- |
| Arkansas             | 450                           |
| California           | 12500                         |
| Carolina del Nord    | 150 - 200                     |
| Colorado             | 280000                        |
| Dakota del Sud       | 6000                          |
| Idaho                | 120000                        |
| Kentucky             | 15876                         |
| Michigan             | 1196                          |
| Minnesota            | 126                           |
| Montana              | 141785                        |
| Nuovo Messico        | 70000 - 90000                 |
| Oklahoma             | 5000                          |
| Oregon               | 71127                         |
| Pennsylvania         | 1400                          |
| Tennessee            | 400                           |
| Texas                | 1600                          |
| Utah                 | 81000                         |
| Virginia             | 250                           |
| Virginia Occidentale | 80                            |
| Washington           | 60000                         |
| Wyoming              | 110200                        |

## Importanza culturale

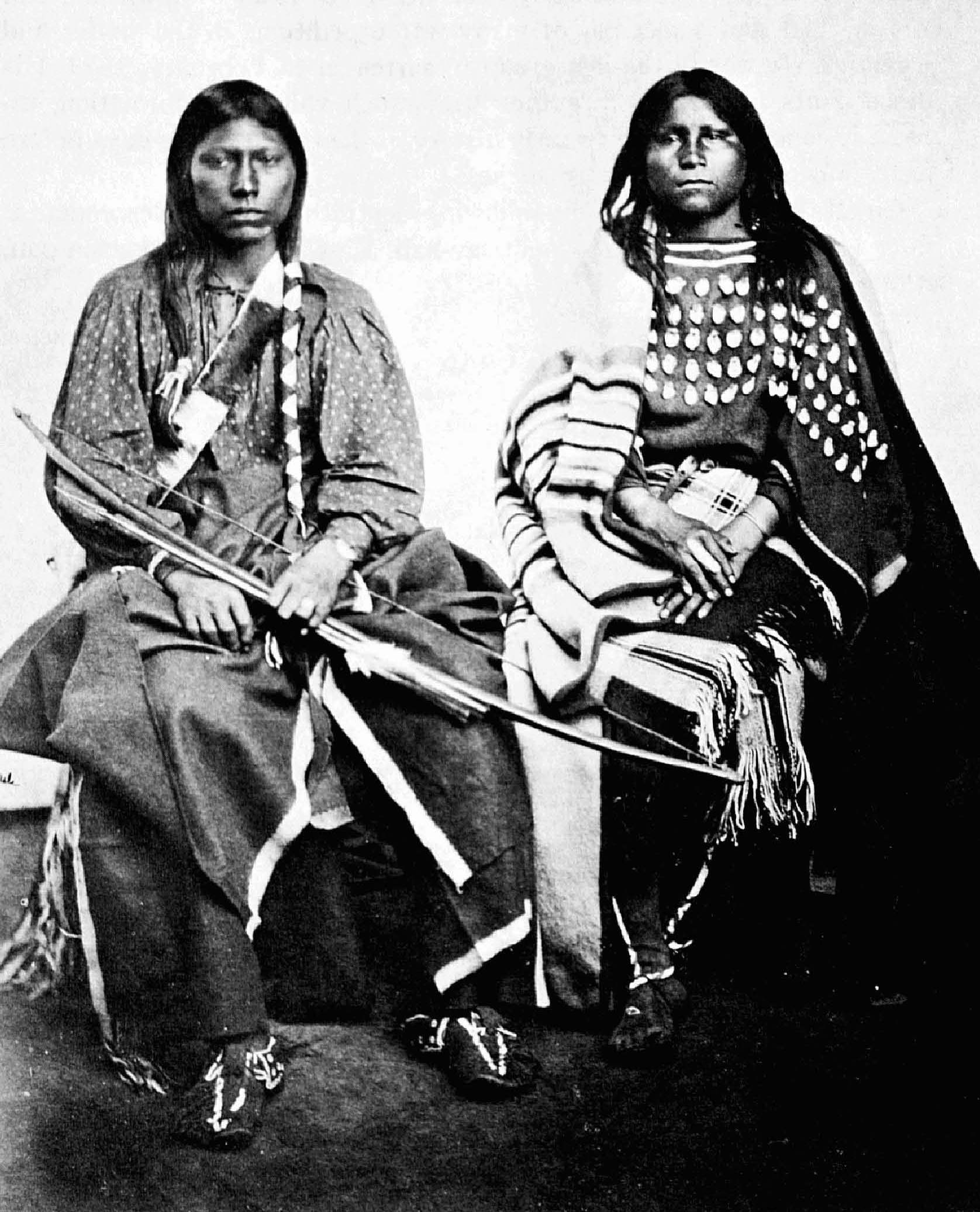
Una coppia kiowa. La donna sulla destra indossa un abito ornato con denti di wapiti.

Il wapiti ha svolto un ruolo importante nella storia culturale di numerosi popoli. Alcuni petroglifi neolitici dell'Asia raffigurano femmine di wapiti prive di corna, che sono state interpretate come simboli di vita e di sostentamento. Spesso queste figure erano anche ricoperte da barche e associate ai fiumi, facendo ipotizzare che rappresentassero anche sentieri per gli inferi. Altre figure di wapiti furono incise sulle falesie dagli Anasazi del sud-ovest degli Stati Uniti centinaia di anni fa. Il wapiti era particolarmente importante per i Lakota, presso i quali ricopriva un ruolo spirituale. Il maschio era ammirato per la sua capacità di attrarre le compagne e per attirare le donne gli uomini lakota suonavano un flauto da corteggiamento con il quale ne imitavano il bramito. Gli uomini usavano le corna dei wapiti come amuleti d'amore e indossavano abiti decorati con immagini di wapiti.
Il wapiti è l'animale ufficiale dello stato dello Utah. L'immagine di un wapiti e di un alce compare sullo stemma e sulla bandiera del Michigan. Il Benevolent and Protective Order of Elks (B.P.O.E.) scelse il wapiti come simbolo in quanto alcuni dei suoi attributi sembravano appropriati per gli ideali dei membri della confraternita. Un prezioso ornamento di molti membri del B.P.O.E. sono denti di wapiti tempestati di gioielli e incastonati in oro.

## Utilizzo commerciale

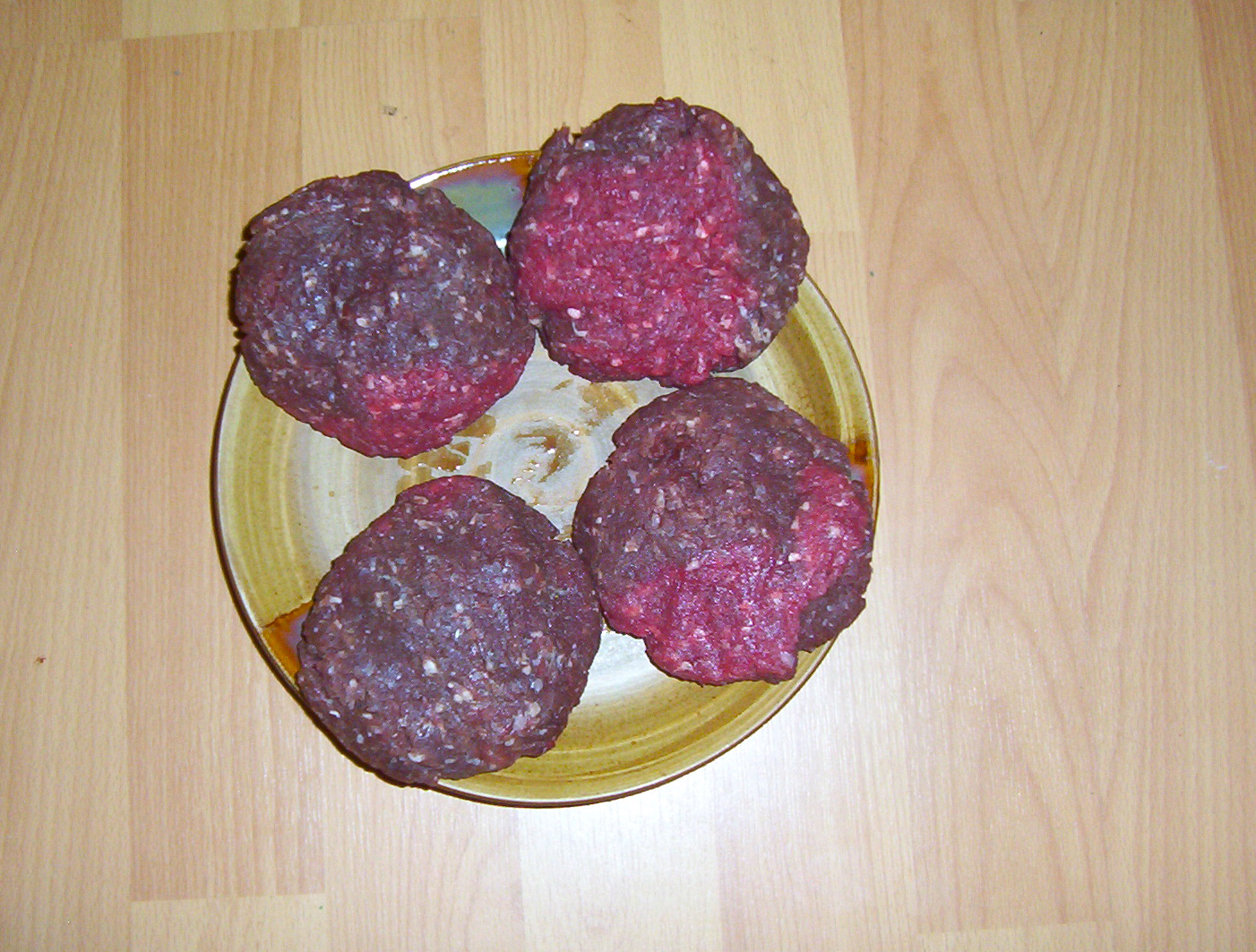
Circa mezzo chilo di hamburger di carne macinata di wapiti: hanno un contenuto di grassi relativamente basso.

Sebbene nel National Survey 2006 del Fish and Wildlife Service non siano disponibili dati precisi riguardanti ciascuna specie di interesse venatorio, la caccia al wapiti è probabilmente la principale attività economica correlata all'animale.
Sebbene i wapiti non vengano generalmente abbattuti per la produzione di carne su larga scala, alcuni ristoranti ne offrono la carne come specialità ed è disponibile anche in alcuni negozi di alimentari. La carne ha un sapore a metà tra quella del manzo e della selvaggina ed è più ricca di proteine e ha un minor contenuto di grassi e colesterolo rispetto a quella di manzo, maiale e pollo. La carne di wapiti è inoltre una buona fonte di ferro, fosforo e zinco.
Un maschio di wapiti può produrre tra i 10 e gli 11 chilogrammi di velluto all'anno, e nei ranch di Stati Uniti, Canada e Nuova Zelanda le corna vengono raccolte e vendute ai mercati dell'Asia orientale, dove vengono utilizzate in medicina. Alcune culture, infatti, considerano il velluto un afrodisiaco. Tuttavia, consumare il velluto dei wapiti dell'America del Nord può essere rischioso, in quanto quello degli animali colpiti dalla malattia del deperimento cronico può contenere prioni che potrebbero provocare nell'uomo la nuova variante della malattia di Creutzfeldt-Jakob.
Le corna vengono utilizzate anche per fabbricare opere d'arte, mobili e altri oggetti d'artigianato. Tutte le sottospecie asiatiche, insieme ad altri cervi, venivano allevate per le corna in Asia centrale e orientale da cinesi Han, turchi, tungusi, mongoli e coreani. Gli allevamenti di wapiti sono relativamente comuni in America del Nord e Nuova Zelanda. I nativi americani utilizzavano le pelli di wapiti come coperture per i tepee e per confezionare abiti e calzature.
Dal 1967, i Boy Scouts of America assistono i dipendenti del National Elk Refuge nel Wyoming raccogliendo le corna che cadono ogni inverno. Esse vengono quindi messe all'asta e l'80% del ricavato viene restituito al rifugio. Nel 2010 sono stati messi all'asta 2520 chilogrammi di corna, che hanno fruttato oltre 46000 dollari.